# Jaeger (vestuário)
Jaeger é uma marca de vestuário do Reino Unido. A empresa voltada ao varejo de moda masculina e feminina foi fundada por Lewis Tomalin em 1884.
O marca é uma homenagem ao zoólogo e fisiologista alemão Dr. Gustav Jäger que defendeu os benefícios de roupas feitas de fibras de origem animal, em vez de fibras vegetais.